# Joachim Alcine
Joachim Alcine (ur. 26 marca 1976 w Gonaïves) – kanadyjski bokser, były zawodowy mistrz świata organizacji WBA w kategorii lekkośredniej.
Zawodową karierę rozpoczął w maju 1999 roku. 9 kwietnia 2005, w swojej 23 walce, pokonał przez techniczny nokaut w szóstej rundzie byłego mistrza świata WBA, Carla Danielsa. Po trzech kolejnych zwycięstwach, 23 czerwca 2006 zmierzył się z Javierem Alberto Mamani w walce eliminacyjnej WBA. Alcine wygrał z Argentyńczykiem na punkty i został oficjalnym pretendentem do tytułu mistrza świata WBA.
7 lipca 2007 wygrał na punkty z mistrzem świata WBA, Travisem Simmsem i odebrał mu pas mistrzowski tej organizacji. Pięć miesięcy później, w pierwszej obronie swojego tytułu, pokonał przez techniczny nokaut w ostatniej, dwunastej rundzie, boksera z Panamy, Alfonso Mosquerę.
11 lipca 2008, w walce z Danielem Santosem doznał swojej pierwszej porażki w karierze (nokaut w 6 rundzie) i stracił tytuł mistrza świata.
Na ring powrócił 28 sierpnia 2009 roku, pokonując na punkty Erika Mitchella. W grudniu tego samego roku pokonał jednogłośnie na punkty Christophe Canclaux.